# متلازمة شارل بونيه
متلازمة شارل بونيه (بالإنجليزية: Charles Bonnet syndrome)‏ هي حالة مرضية يعاني المريض على إثرها من هلوسة بصرية معقدة. اكتشفها شارل بونيه عام 1769 وسميت على اسمه.
يفهم الأشخاص الذين يعانون من متلازمة شارل بونيه أن الهلوسة ليست حقيقية والهلوسة هي فقط بصرية لان سببها هو الضمور البقعي أي تلف الجزء المركزي من الشبكية، أي أنها لا تحدث في أي من الحواس الأخرى مثل السمع أو الشم أو الذوق.
يبدو أن هناك عدد قليل من الأنشطة التي يمكن أن توقف الهلوسة ولكن العديد من الناس لا يدركونها. قطع الرؤية لفترة قصيرة عن طريق إغلاق العينين أو وميض العينين يكون مفيداً أحيانًا.

## العلامات والأعراض
قد يعاني مرضى فقدان البصر الشديد هلوسةً بصريةً متكررةً حية (تصورات بصرية خيالية)، من سماتها أنها عادة ما تكون «هلوسة تظهر فيها الشخصيات أو الأشياء أصغر من المعتاد). اعتمادًا على المحتوى، يمكن تصنيف الهلوسة المرئية على أنها إما بسيطة أو معقدة. تتميز الهلوسة البصرية البسيطة عادة بالأشكال وترائي الومضات والأنماط الشبيهة بالشبكة. من ناحية أخرى، تتكون الهلوسة البصرية المعقدة من تمثيلات مفصلة جدًا للأشخاص والأشياء. تُعد الوجوه أو الرسوم الكرتونية الهلوسات الأكثر شيوعًا. يفهم المرضى أن الهلوسة ليست حقيقية، وأنها بصرية فقط، أي لا تُلاحظ بأي حاسة أخرى، مثل السمع أو الشم أو الذوق. تظهر الهلوسة البصرية عمومًا عندما تكون العينان مفتوحتان، وتتلاشى مع تغير الحملقة البصرية. يُزعم على نطاق واسع أن الحرمان الحسي له دور فعال في تطور متلازمة شارل بونيه (سي بي إس). يُرجح حدوث الهلوسة في أثناء نوبات الخمول. يصف غالبية مرضى سي بي إس مدة الهلوسة بأنها تستمر لتصل إلى بضع دقائق، مع تكرارها مرات عدة في اليوم أو الأسبوع.
مع أن الإصابة بالمتلازمة قد تحدث في أي عمر، إلا أن الأفراد الذين تتراوح أعمارهم بين 70 و80 عامًا يمثلون الشريحة المتأثرة الأساسية. أشارت التقارير إلى انتشار سي بي إس بنسبة تتراوح بين 10% و40% بين البالغين الأكبر سنًا (> 65 عامًا) الذين يعانون فقدان رؤية شديد؛ وجدت دراسة أسترالية أجريت عام 2008 أن معدل الانتشار هو 17.5%. على أي حال، نوهت دراستان آسيويتان بأن معدل الانتشار أقل من ذلك بكثير. يمثل ارتفاع معدلات عدم الإبلاغ عن هذا الاضطراب أكبر عائق أمام تحديد نسبة الانتشار الدقيق. يرى البعض أن عدم الإبلاغ يحدث نتيجة قلق المرضى من مناقشة الأعراض خوفًا من وصفهم بأنهم مختلون عقليًا.